# Phôngsali
Phôngsali (tiếng Lào: ຜົ້ງສາລີ; phiên âm: Phông-xa-lì, tiếng Anh: Phongsaly hoặc Phongsali) là một tỉnh của Lào, nằm ở biên giới phía bắc của quốc gia. Tỉnh lị của tỉnh là thị xã Phôngsali. Phongsali nằm trên biên giới giữa Lào với tỉnh Vân Nam (Trung Quốc), và tỉnh Điện Biên của Việt Nam. Văn hóa của tỉnh bị ảnh hưởng nhiều bởi văn hóa Trung Quốc.

## Lịch sử
Người Cống rời Muang Sing hoặc Myanmar vào lãnh thổ Phongsaly vào cuối thế kỷ 18. Người Hmong từ miền nam Trung Quốc di cư đến Phongsaly vào cuối thế kỉ 19. Năm 1895 theo Công ước Pháp-Thanh, các khu vực tự trị của Người Lự thuộc Tây Song Bản Nạp như Ou Neua và Muang Sing đã thuộc về Lào.
Từ năm 1908 đến năm 1910, Người Lự đã tiến hành cuộc nổi dậy chống lại chính quyền thuộc địa. Khi cuộc bạo động kết thúc, quân đội thực dân chiếm toàn quyền ở Phongsaly. Năm 1936, Sithon Kommadam và anh trai, Kamphanh bị bỏ tù ở Phongsaly vì tham gia vào cuộc nổi dậy vũ trang chống Pháp của cha ông (Ong Kommandam) vào khoảng năm 1934-1936.
Sau khi Sithon được phóng thích năm 1945, ông thành lập cơ sở kháng chiến ở Phongsaly, sau đó liên kết với lực lượng Việt Minh. Lực lượng cộng sản lên nắm quyền năm 1954 trên địa bàn tỉnh; trong vòng sáu năm, người Cống bắt đầu trải qua sự thanh trừng tôn giáo của Phật giáo.
Sau khi Hiệp định Giơnevơ 1954, các lực lượng cộng sản Pathet Lào ở tỉnh Phongsaly được tập hợp vào các vùng tập kết. Phongsaly được sáp nhập vào Chính phủ Hoàng gia Lào vào ngày 18 tháng 12 năm 1957.

## Địa lý
Tỉnh Phôngsali có diện tích 16.270 km2, trong đó 77% diện tích được rừng che phủ. Tỉnh có biên giới với tỉnh Vân Nam của Trung Quốc về phía bắc và phía tây, với tỉnh Điện Biên của Việt Nam ở phía đông, tỉnh Louangphabang về phía Nam và tỉnh Oudômxai phía tây nam. Ngọn núi cao nhất trong tỉnh là Phou Doychy với độ cao 1.842m. Các khu bảo tồn trong tỉnh bao gồm Khu Bảo tồn Đa dạng sinh học Phou Dene Din và Khu Bảo tồn Nam Lan. Nông nghiệp là ngành kinh tế chính của người dân trong tỉnh. Ngọn núi Phou Fa, ở độ cao 1.625m, nằm gần tỉnh lị và có đường giao thông đến đỉnh núi, nơi có thể nhìn thấy cảnh quan của thành phố. Phần trên cùng của núi cũng được tiếp cận bởi 431 bậc.
Phôngsali có đặc điểm là khí hậu tương đối mát mẻ. Thời tiết trong tỉnh được mô tả là "bốn mùa trong một ngày" với buổi sáng và buổi tối lạnh, ẩm ướt trong ngày và mưa vào buổi chiều, tạo ra những khu rừng xanh tốt.

## Các khu bảo tồn
Các khu rừng lớn của tỉnh ở Khu Bảo tồn Đa dạng sinh thái Quốc gia Phou Den Din NBCA có nhiều động vật hoang dã và nơi không có sự hiện diện của con người.
Tràm chim quan trọng Phou Dendin (IBA), có diện tích 126.000 ha, nằm trong diện tích 222.000 ha Khu bảo tồn đa dạng sinh thái quốc gia Phou Dene Din NBCA. Độ cao của tràm chim IBA thay đổi từ 500 đến 1.900m so với mực nước biển. Các yếu tố địa hình đặc trưng bao gồm sông Nam Ou và lưu vực, khu vực hợp lưu của sông Nam Khang, địa hình núi và sườn dốc. Môi trường sống được đặc trưng bởi rừng xanh khô ráo và đất ngập nước nội địa. Các loài chim nổi tiếng bao gồm Blyth's kingfisher (Alcedo hercules), brown dipper (Cinclus pallasii), brown hornbill (Anorrhinus tickelli), crested kingfisher (Megaceryle lugubris), great hornbill (Buceros bicornis), lesser fish eagle (Ichthyophaga humilis), và rufous-necked hornbill (Aceros nipalensis).

## Các đơn vị hành chính trực thuộc
Tỉnh được tạo lập bởi các đơn vị hành chính cấp huyện sau:
| Bản đồ | Mã               | Tên tiếng Việt | Tên tiếng Lào | Dân số năm 2015 |
| ------ | ---------------- | -------------- | ------------- | --------------- |
|        |                  |                |               |                 |
| 02-01  | Thị xã Phôngsali | ຜົ້ງສາລີ          | 23.337        |                 |
| 02-02  | Muang May        | ໃໝ່             | 26.361        |                 |
| 02-03  | Muang Khoua      | ຂວາ            | 26.164        |                 |
| 02-04  | Muang Samphanh   | ສຳພັນ           | 24.420        |                 |
| 02-05  | Muang Boun Neua  | ບຸນເໜືອ          | 22.285        |                 |
| 04-06  | Muang Nhot Ou    | ຍອດອູ           | 31.145        |                 |
| 02-07  | Muang Boun Tay   | ບຸນໃຕ້           | 24.277        |                 |

## Dân cư
Dân số của tỉnh là 165.926 người theo cuộc Tổng điều tra vào tháng 3/2005. Có 13 nhóm dân tộc thiểu số có bản sắc và ngôn ngữ độc lập: Khơ Mú, Thái Đen, Thái Đỏ, Dao, Leu, Hà Nhì, Hmong, Akha, Yang, Bid, Lô Lô và một số dân tộc thiểu số khác. Mỗi nhóm đều có đặc điểm riêng về phong tục hôn nhân cũng như những bí quyết thủ công cụ thể, đồ bạc và đồ trang sức.
Vùng phía bắc của tỉnh là Nhot Ou, với dân số 31.000 người sinh sống ở 98 ngôi làng thuộc 11 dân tộc. Đa số người dân là nông dân. Cửa khẩu Lan Toui thông thương sang Trung Quốc, được chỉ định bởi cột mốc số 7.

## Ngôn ngữ
Ngoài tiếng Lào phổ thông, nhiều ngôn ngữ thiểu số được nói ở Phôngsali, hầu hết là tiếng Thái Tai-Kadai, tiếng Hanoish (Tibeto-Burma), và các tiếng Khmu (Austroasiatic). Bảng dưới đây liệt kê các ngôn ngữ được sử dụng ở tỉnh Phongsaly. Bảng sau đây tập hợp nghiên cứu của Kingsada (1999), Shintani Tadahiko (2001), và Kato (2008).
| Ngôn ngữ            | Autonym                        | Phân nhánh    | Địa phương sử dụng                                                                             | Nguồn           |
| ------------------- | ------------------------------ | ------------- | ---------------------------------------------------------------------------------------------- | --------------- |
| Tiếng Tai Lü        | taj31 lɯ13                     | Tai           | Bản U Neua                                                                                     | Kingsada (1999) |
| Yang                | jaŋ13                          | Tiếng Tai     | Bản Long Ngai Kao, huyện Boun Tay                                                              | Kingsada (1999) |
| Tai Nä              | taj53 nə35                     | Tiếng Tai     | Bản Lantui, huyện Yot Ou                                                                       | Shintani (2001) |
| Tiếng Tai Dam       | kon55 taj55 lam22              | Tai           | Bản Huayhok, huyện Nambak, Tỉnh Luangphabang                                                   | Shintani (2001) |
| Phunoi of Phongxaly | phu21 noiʔ44                   | Phunoi        | Phongxaly town, Phongxaly District                                                             | Kingsada (1999) |
| Phunoi of Bun Tay   | phu21 noi44 (bɑ21)             | Phunoi        | Langne village, Bun Tay District                                                               | Kingsada (1999) |
| Phongku             | phɔŋ33 ku55 bɔ11               | Phunoi        | Phongku Long, Bun Tay District                                                                 | Kingsada (1999) |
| Lao-Pan             | law33 pan11 ba11               | Phunoi        | Phaophumuang village, Bun Tay District                                                         | Kingsada (1999) |
| Lao-Seng            | lao21 sɛŋ21                    | Phunoi        | Chaho village, Bun Tay District                                                                | Kingsada (1999) |
| Laoseng             | kha55                          | Phunoi        | Namnat village, Nyot U District                                                                | Kato (2008)     |
| Pisu (Lao-Phai)     | pi33 su44                      | Phunoi        | Phudokcham village, Phongxaly District                                                         | Kingsada (1999) |
| Phu-Lawa            | phɔŋ33 ku55                    | Phunoi        | Phongkulong village, Bun Tay District                                                          | Shintani (2001) |
| Phongset            | phoŋ33 set55                   | Phunoi        | Phongset village, Bun Neua District                                                            | Shintani (2001) |
| Phunyot             | phu21 ȵɔt11                    | Phunoi        | Namkang village, Namo District, Oudomxai province                                              | Kato (2008)     |
| Ko-Pala             | pa33 la33 tshɔ55 ja11          | Akha          | Sen Kham village, Khua District                                                                | Kingsada (1999) |
| Ko-Oma              | kɔ33 ɔ55 ma11                  | Akha          | Nana village, Phongxaly District                                                               | Kingsada (1999) |
| Ko-Phuso            | kɔ33 phɯ55 sɔ33                | Akha          | Phapung Kao village, Bun Neua District                                                         | Kingsada (1999) |
| Ko-Puli             | a11 kha11 pu33 li11            | Akha          | Culaosaen Kao village, Bun Tay District                                                        | Kingsada (1999) |
| Ko-Chipia           | a11 kha11 cɛ11 pja11           | Akha          | Sano Kao village, Bun Tay District                                                             | Kingsada (1999) |
| Ko-Eupa             | ɯ21 pa21                       | Akha          | Cabe village, Bun Tay District                                                                 | Shintani (2001) |
| Ko-Nyaü             | a11 kha11 ȵa11 ɯ55             | Akha          | Huayphot village, Khua District                                                                | Shintani (2001) |
| Ko-Luma             | lu21 ma21                      | Akha          | Lasamay village, Samphan District                                                              | Shintani (2001) |
| Sida (Sila)         | go55 ɯ55 a11 ma11              | Akha          | Chaohoi village, Nyot U District; Phongsai village, Bun Neua District                          | Kingsada (1999) |
| Sida                | si33 la33                      | Akha          | Longthang village, Nyot U District; Sida village, Luang Namtha District, Luang Namtha province | Shintani (2001) |
| Sila                | ko55 ɯ21                       | Akha          | Namsing village, Nyot U District                                                               | Kato (2008)     |
| Wanyä (Muchi)       | wa11 ȵə11                      | Akha          | Ipoeching village, Bun Tay District                                                            | Shintani (2001) |
| Hani                | ha21 ȵi21                      | Akha          | Sikaoho village, Nyot U District                                                               | Kato (2008)     |
| Akha Nukui          | a21 kha21, nu21 ɣø21 a21 kha21 | Akha          | Kungci village, Nyot U District                                                                | Kato (2008)     |
| Muteun              | mɔ21 tɯ21                      | Other Loloish | Hunapha village, Namo District, Oudomxai province                                              | Kato (2008)     |
| Khongsat            | su55 ma33                      | Other Loloish | Sutko village, Namo District, Oudomxai province                                                | Kato (2008)     |
| Khir                | la21 ja21                      | Other Loloish | Kang village, Nyot U District                                                                  | Kato (2008)     |
| Phusang             | pa33 za33                      | Other Loloish | Phusangkao village, Samphan District                                                           | Kato (2008)     |
| Lolo                | lo21 lo33 pho21                | Other Loloish | -                                                                                              | Kato (2008)     |
| Khabit              | khaa bet                       | Khmuic        | Nale village, Bun Neua District                                                                | Kingsada (1999) |
| Khmu                | kh(ə)m̥muʔ                      | Khmuic        | Tangkok village, Khua District                                                                 | Kingsada (1999) |
| Then                | pram thɛɛn                     | Khmuic        | Then Sa village, Wiangkham District, Luangphabang province                                     | Shintani (2001) |
| Ho                  | xan13 tshu11                   | Sinitic       | Wat Keo village, Phongxaly District                                                            | Kingsada (1999) |

## Kinh tế

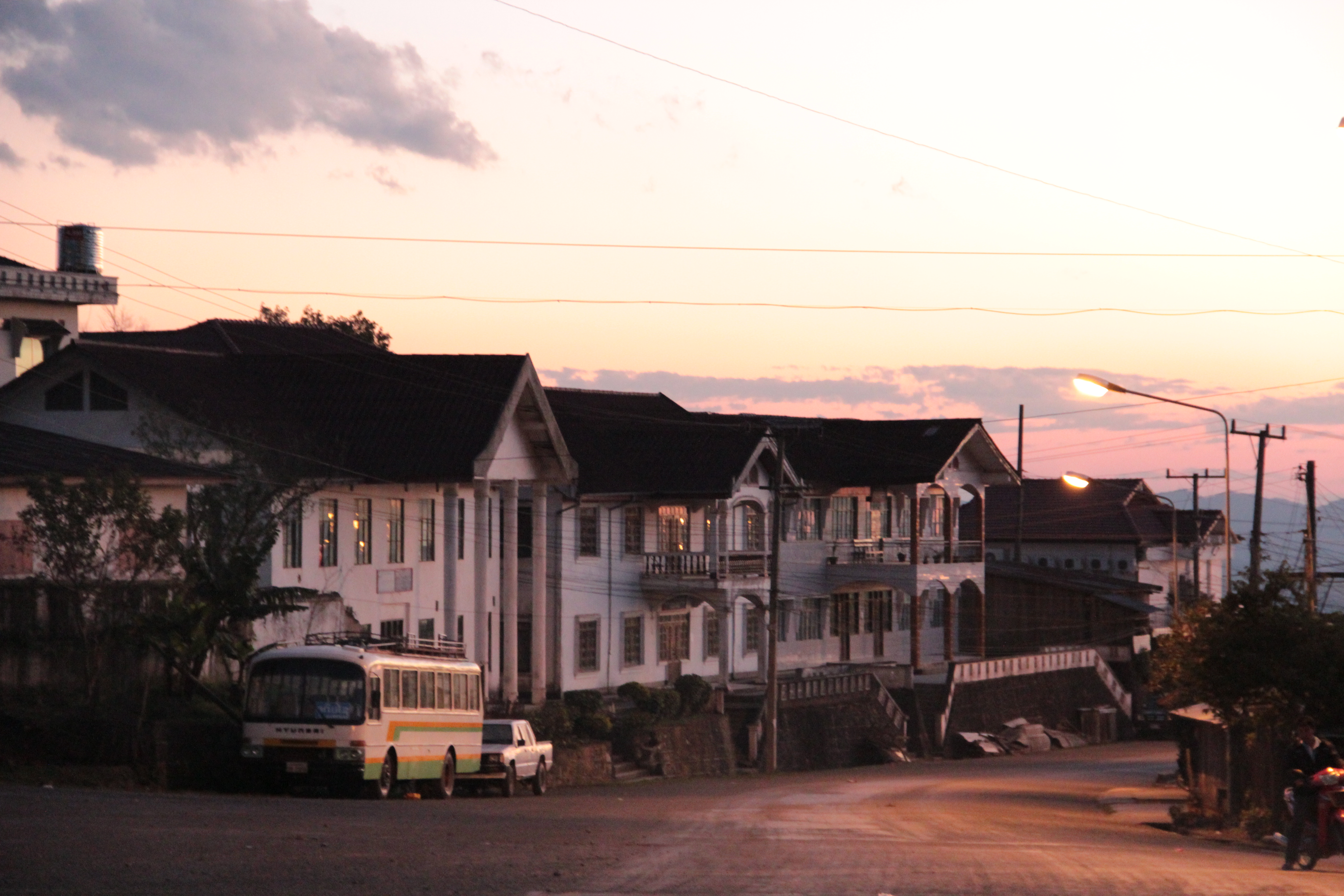
Một khu phố thị xã Phôngsali

Nông nghiệp là ngành kinh tế chủ lực của nhân dân tỉnh. Phôngsali là cửa ngõ thương mại chính giữa Lào và Trung Quốc, xuất khẩu gỗ xẻ và nhập khẩu một số loại thành phẩm. Ngoài ra còn có một số công ty sản xuất của Trung Quốc trong tỉnh, cùng với các nhà đầu tư nước ngoài khác.
Để thúc đẩy hoạt động kinh tế, 24 làng đã được quy hoạch để lắp đặt các dự án thủy điện nhỏ giúp cung cấp điện năng cho nhân dân. Dự án sử dụng tiềm năng thủy điện của vùng đồi núi có lượng mưa cao. Vật liệu địa phương sẽ được sử dụng để xây dựng các công trình dân dụng và người dân được chuyển giao kỹ năng lập kế hoạch, triển khai và vận hành các cơ sở kể cả việc bảo trì tất cả các hạng mục của dự án bao gồm cả đường dây truyền tải điện. Mục tiêu là giảm nghèo đói trong số những người nghèo nông thôn ở các thôn bản vùng sâu. Dự án được thiết lập và thực hiện với chi phí 210.000 Euro với 48% vốn được hỗ trợ bởi Cơ quan Năng lượng và Môi trường (EEP) Mekong và đối tác triển khai chính là Electriciens Sand Frontieres. Dự án được dự kiến thực hiện trong khoảng thời gian 20 tháng.
Để giảm tệ nạn nghiện thuốc phiện, Tổ chức Liên hợp quốc về Ma túy và Tội phạm UNODC đã triển khai Dự án Quỹ Phát triển Thay thế và Xóa bỏ bền vững Phôngsali. Quy mô dự án bao trùm 30 bản thuộc các huyện Khoua và huyện Mai, và cũng giảm thiểu tệ nạn thuốc phiện ở 60 làng thuộc huyện Samphan thông qua các hoạt động phát triển thay thế. Trong những năm cuối của thế kỷ 20, khoảng 3.872 ha của tỉnh đã trồng cây thuốc phiện (chiếm tới 20% tổng sản lượng thuốc phiện cả nước) với 513 ngôi làng trong số 611 có trồng thuốc phiện và tỷ lệ nghiện là 5,6%. Mặc dù chính phủ triển khai dự án cấm trồng cây thuốc phiện bền vững, tất cả các huyện của Phôngsali nằm dưới chuẩn nghèo và là một trong những tỉnh sản xuất thuốc phiện lớn nhất trong nước.

## Danh thắng
Các danh thắng nổi tiếng trong tỉnh là Chùa Wat Ou-Tai, Chùa Wat Luuu Ou-Neua và Tháp Phou Xay.
Chùa Wat Ou-Tai nằm trong làng Ban Ou- Tai. Nó được xây dựng bởi Praya Chakkawattiraja và được cho là có niên đại lên tờia 500 năm. Hor Thane Keo, bên trong sảnh, là khu thờ phụng chính có tạc tượng Đức Phật. Gian thờ này được xây dựng bằng bùn và có nhiều chi tiết trang trí còn giữ được nguyên trạng. Các cột gỗ của ngôi chùa được kếtrên khối đá; những chiếc cột này cũng được thiết kế đẹp mắt và được trạm khắc hình dao găm, kiếm, hoa và cờ. Có một gian bằng gạch xây dựng trong khu phức hợp chùa được gọi là "Ou Bo Sot" (nghĩa là nơi mà các nhà sư gặp gỡ và thực hiện các nghi thức tôn giáo) thuộc các nhóm sắc tộc Tai Lue.
Chùa Wat Luang Ou-Neua cũng là một ngôi đền cổ kính, nó được xây dựng khoảng 500 năm trước ở làng Ban Ou Neua. Ngôi chùa có mái hai lớp mái lợp theo phong cách kiến trúc người Lue và rất ấn tượng. Ngôi chùa được trang trí bằng các kỹ thuật mỹ thuật truyền thống và các ngôi nhà Một bức tượng Phật lớn và tượng Phật nhỏ được tạc bên trong ngôi đền này.
Tháp Tượng Phou Xay ở trên đỉnh đồi, du khách có thể tiếp cận tháp bằng leo 400 bậc đá.

### Tra cứu
- Michaud, Jean (2006). Peoples of the Southeast Asian Massif. Scarecrow Press. tr. 21–. ISBN 978-0-8108-5466-6.
- Pholsena, Vatthana (2006). Post-war Laos: The Politics of Culture, History, And Identity. Cornell University Press. tr. 41–. ISBN 978-0-8014-7320-3.
- Tan, Andrew Tian Huat (2007). A Handbook of Terrorism and Insurgency in Southeast Asia. Edward Elgar Publishing. tr. 354–. ISBN 978-1-84542-543-2.
- Ruud van Dijk, biên tập (2008). Encyclopedia of the Cold War. Taylor & Francis US. tr. 532–. ISBN 978-0-415-97515-5.
- Williams, Paul; Ladwig, Patrice (ngày 26 tháng 4 năm 2012). Buddhist Funeral Cultures of Southeast Asia and China. Cambridge University Press. tr. 100–. ISBN 978-1-107-00388-0.

Languages
- Kingsadā, Thō̜ngphet, and Tadahiko Shintani. 1999 Basic Vocabularies of the Languages Spoken in Phongxaly, Lao P.D.R. Tokyo: Institute for the Study of Languages and Cultures of Asia and Africa (ILCAA).
- Shintani, Tadahiko, Ryuichi Kosaka, and Takashi Kato. 2001. Linguistic Survey of Phongxaly, Lao P.D.R. Tokyo: Institute for the Study of Languages and Cultures of Asia and Africa (ILCAA).
- Kato, Takashi. 2008. Linguistic Survey of Tibeto-Burman languages in Lao P.D.R. Tokyo: Institute for the Study of Languages and Cultures of Asia and Africa (ILCAA).